# Razimet
Razimet é uma comuna francesa na região administrativa da Nova Aquitânia, no departamento Lot-et-Garonne. Estende-se por uma área de 7,14 km². Em 2010 a comuna tinha 301 habitantes (densidade: 42,2 hab./km²).